# پرچم امپراتوری گورکانی
امپراتوری گورکانی دارای تعدادی پرچم و علائم مختص امپراتوری بود. پرچم اصلی امپراتوری مغولان به نام علم در درجه اول به رنگ سبز خزه‌ای بود. شیر و خورشید بر روی پرچم نقش بسته بود. گورکانیان نخستین استفاده از این علم را به تیمور گورکانی نسبت می‌دادند.

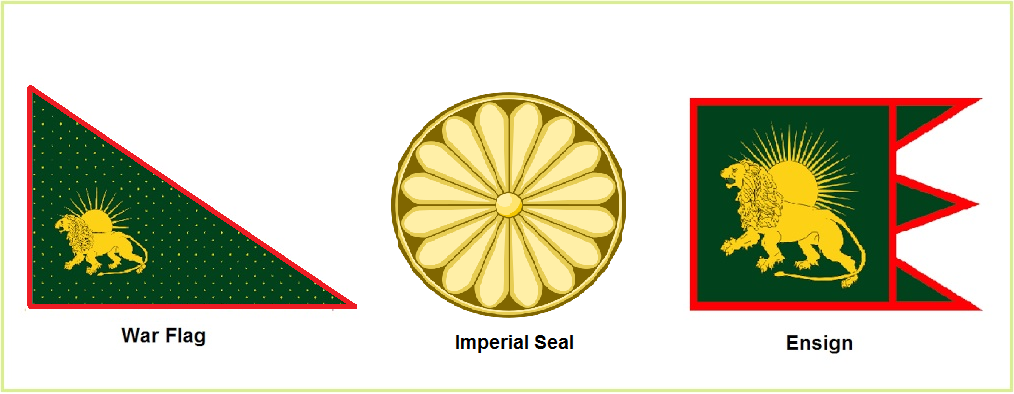
پرچم‌های سلطنتی امپراتوری گورکانی

علم امپراتوری در سمت راست تخت‌گاه و همچنین در ورودی اردوگاه امپراتور و در مقابل امپراتور در طول رژه‌های نظامی به نمایش درمی‌آمد.
به گزارش آئین اکبری، در زمان حکومت اکبر شاه، هر زمان که امپراتور سوار می‌شد، حداقل پنج علم همراه با غور (مجموعه‌ای از پرچم‌ها و نشان‌های دیگر) که در کیسه‌های پارچه‌ای قرمز رنگ پیچیده شده‌بود حمل می‌شدند. این علائم در روزهای جشن و در نبرد به اهتزاز درمی‌آمدند. ادوارد تری، سرپرست سر توماس رو، که در زمان سلطنت جهانگیر به دربار رفته بود، در سفر به شرق هند (۱۶۵۵) توضیح داد که پرچم سلطنتی از ابریشم دوخته شده و تصویر شیر خمیده‌ای جلوی خورشید، بر آن حک شده‌است. این پرچم هر زمان که امپراتور سفر می‌کرد بر روی فیل حمل می‌شد.
یک نقاشی از پیاگ در یک نسخه خطی از پادشاهنامه، که وقایع عصر شاه جهان را ثبت کرده، به تصویر کشیده شده که پرچم سلطنتی گورکانیان را به رنگ سرخ و با حاشیه سبز رنگ همراه با شیر و خورشید میانه‌اش، در آن می‌توان مشاهده کرد. نقاشی دیگری در همان نسخه خطی پرچم مغولی را به تصویر می‌کشد که دارای زمینه‌ای سبز رنگ با شیر غران و طلوع آفتاب در پشت آن است.

## انواع پرچم
امپراتوری مغول دارای دو پرچم شناخته شده بود که هر دو به رنگ سبز مغولی بودند.
1. اولین پرچم شناخته شده مستطیل شکل بود و شامل ۳ هلال و احتمالاً خورشید بود. این نشان دهنده سلطنت مطلق مغول اعظم بود. این پرچم به "پرچم شماره ۲۱۴" معروف بود.[نیازمند منبع]
2. در پرچم دوم یک شیر بدون شمشیر روی پرچم قرار داشت که نشان دهنده علی بن ابی‌طالب در دعایی معروف به نادعلی به همراه درخت کربلا بود که احتمالاً با خورشید اشتباه گرفته شده بود که نشان دهنده سرزمین مادری بود. این پرچم به "پرچم شماره ۲۱۵" معروف بود.[نیازمند منبع]

### انواع پرچم‌های احتمالی دیگر

پرچم امپراتوری گورکانی
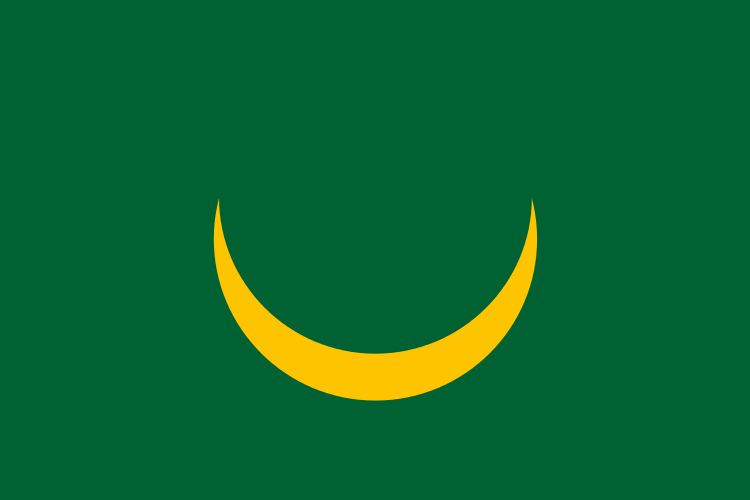
پرچم دیگری از گورکانیان
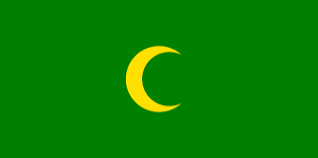
پرچم امپراتوری گورکانی (۱۸۵۷)
پرچم حاشیه‌دار امپراتوری گورکانی
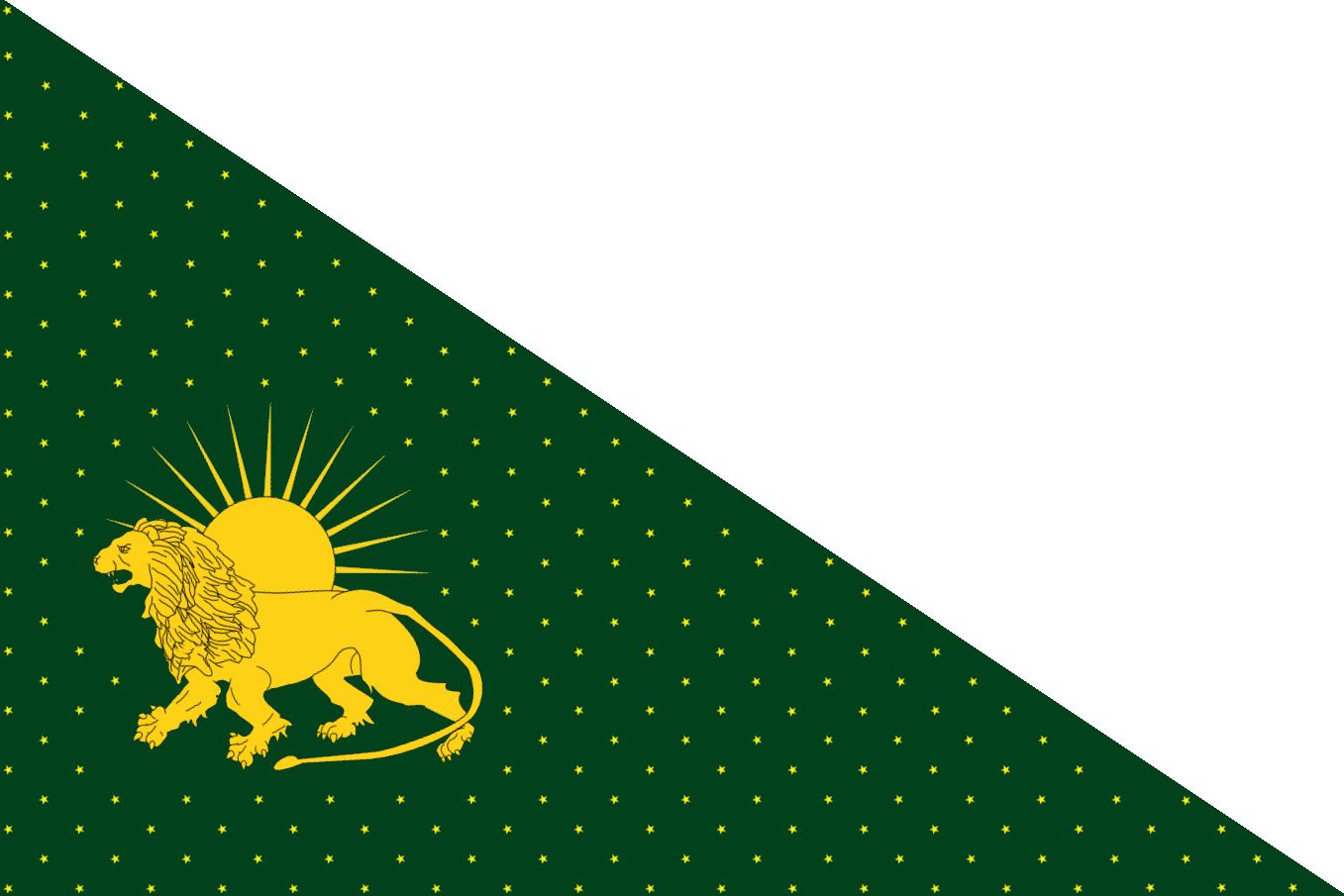
درفش جنگی گورکانیان
پرچم جنگی دیگر

### نشان‌ها

مهر شاهنشاهی مغول
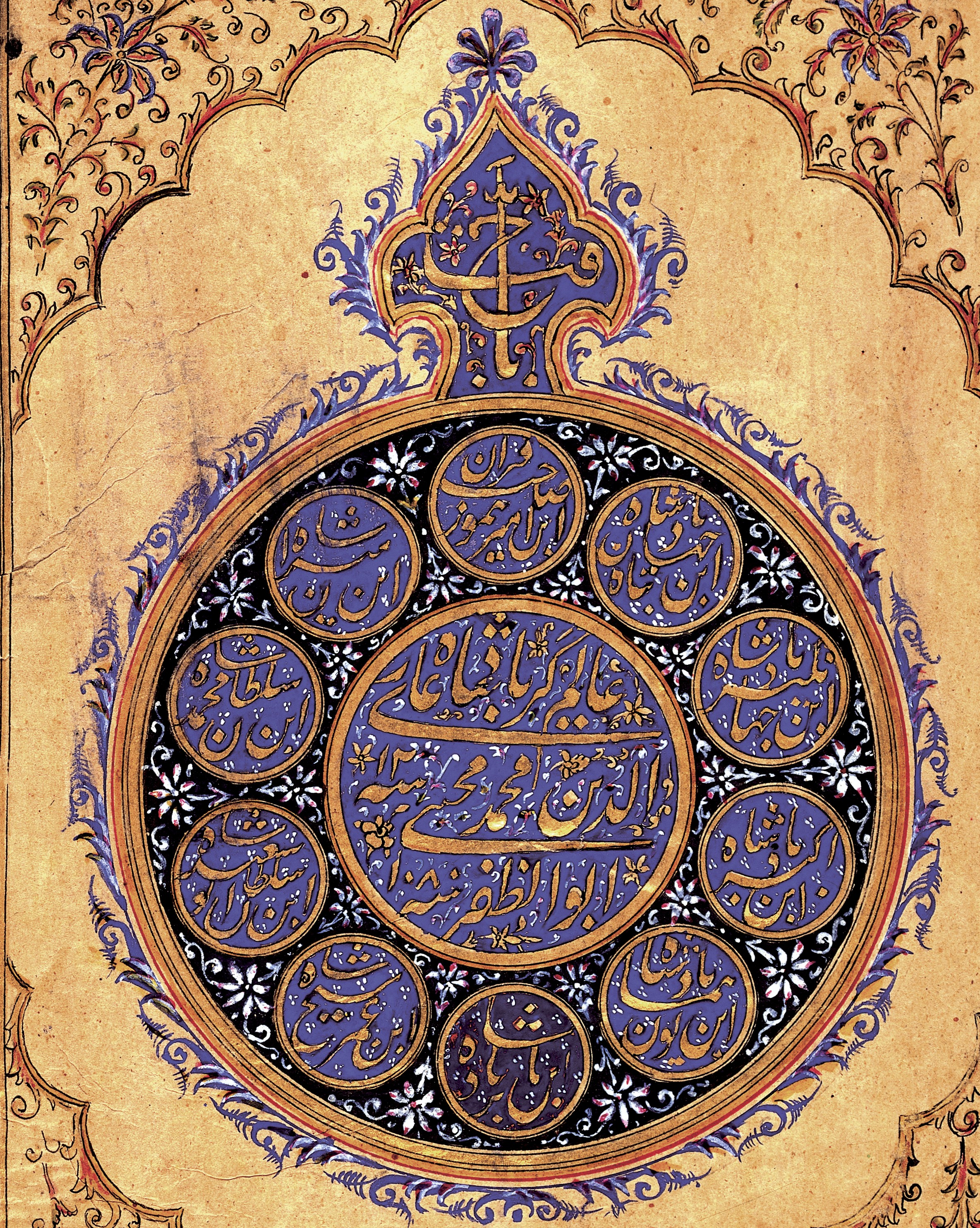
مهر اورنگ زیب
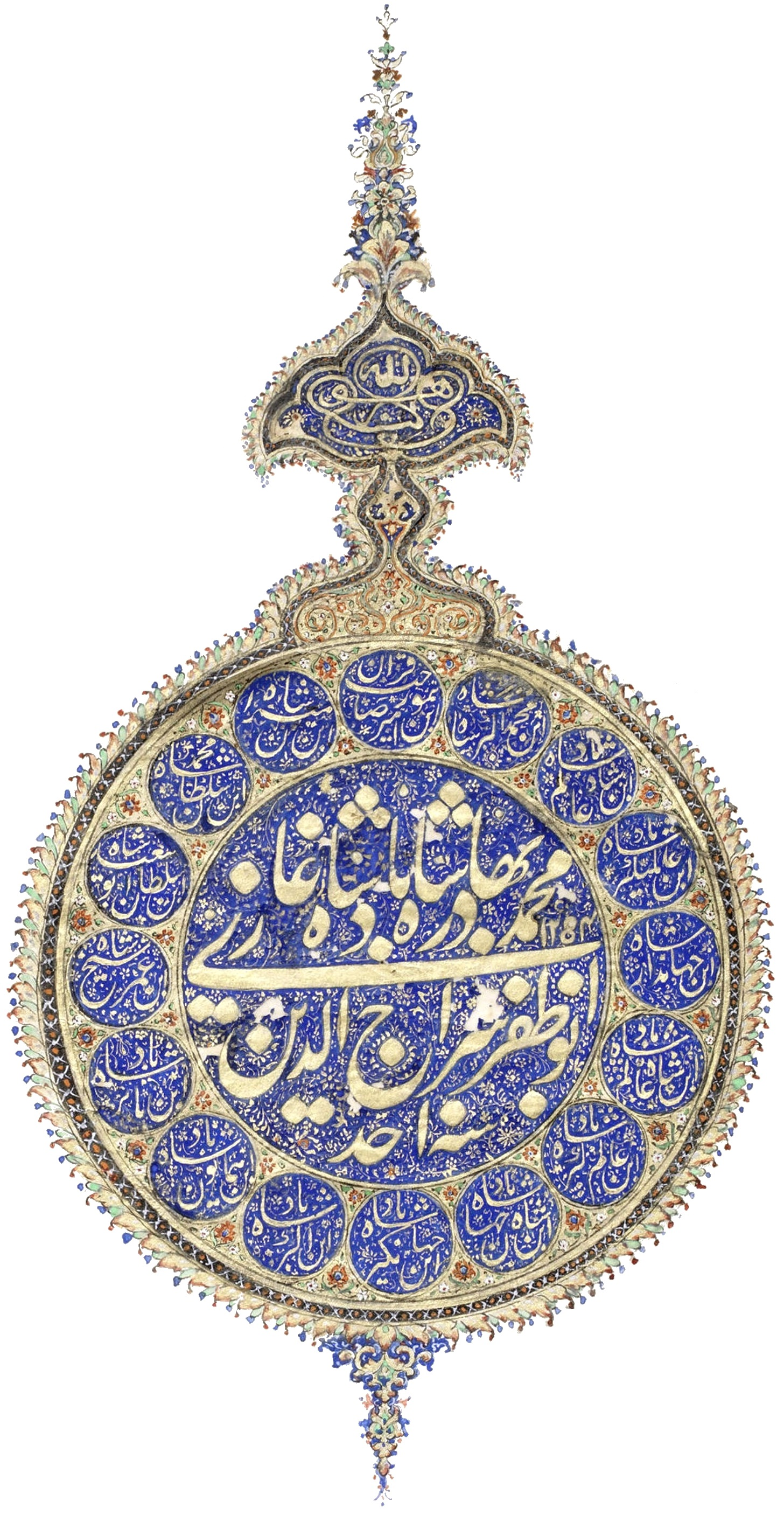
مهر بهادر شاه ظفر در سال اول سلطنتش

## پرچم افراد و فرمانروایان وابسته به امپراتوری

نظام حیدرآباد
نواب کارناتیک
نواب بنگال
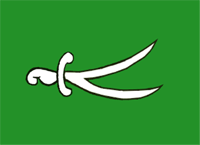
نواب بانگاناپاله
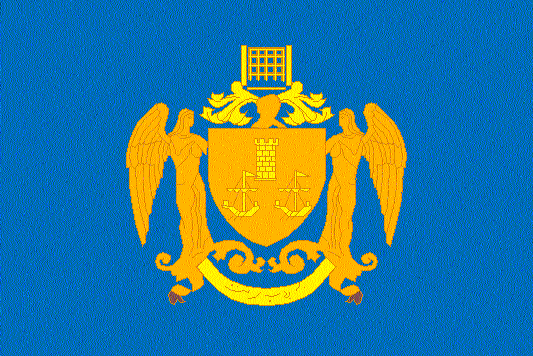
نواب کامبی
نواب بوپال

### مینیاتورهایی که پرچم در آن‌ها معلوم است

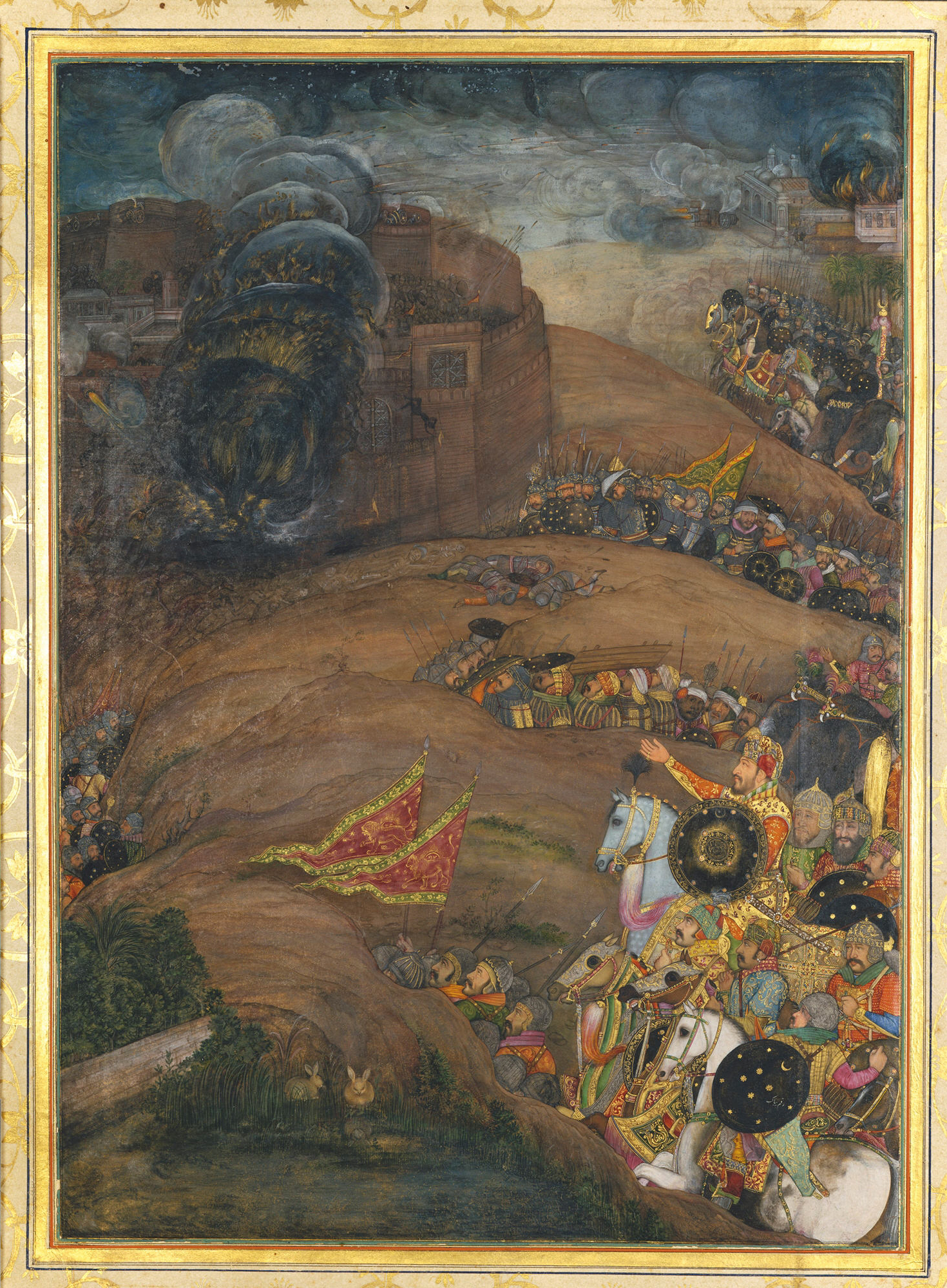
تصاویری از پادشاهنامه ۱۶۳۶ شاه جهان که نشان دهنده سرباز گورکانی و لباس غیرنظامی است. به پرچم در پایین تصاویر با شیر ایستاده و خورشید با رنگ داخلی قرمز توجه کنید ، این صحنه ای از محاصره قندهار در سال ۱۶۳۱ در زمان شاه جهان است. به پرچم در قسمت بالای تصویر با رنگ سبز داخلی و روکش زرد توجه کنید.
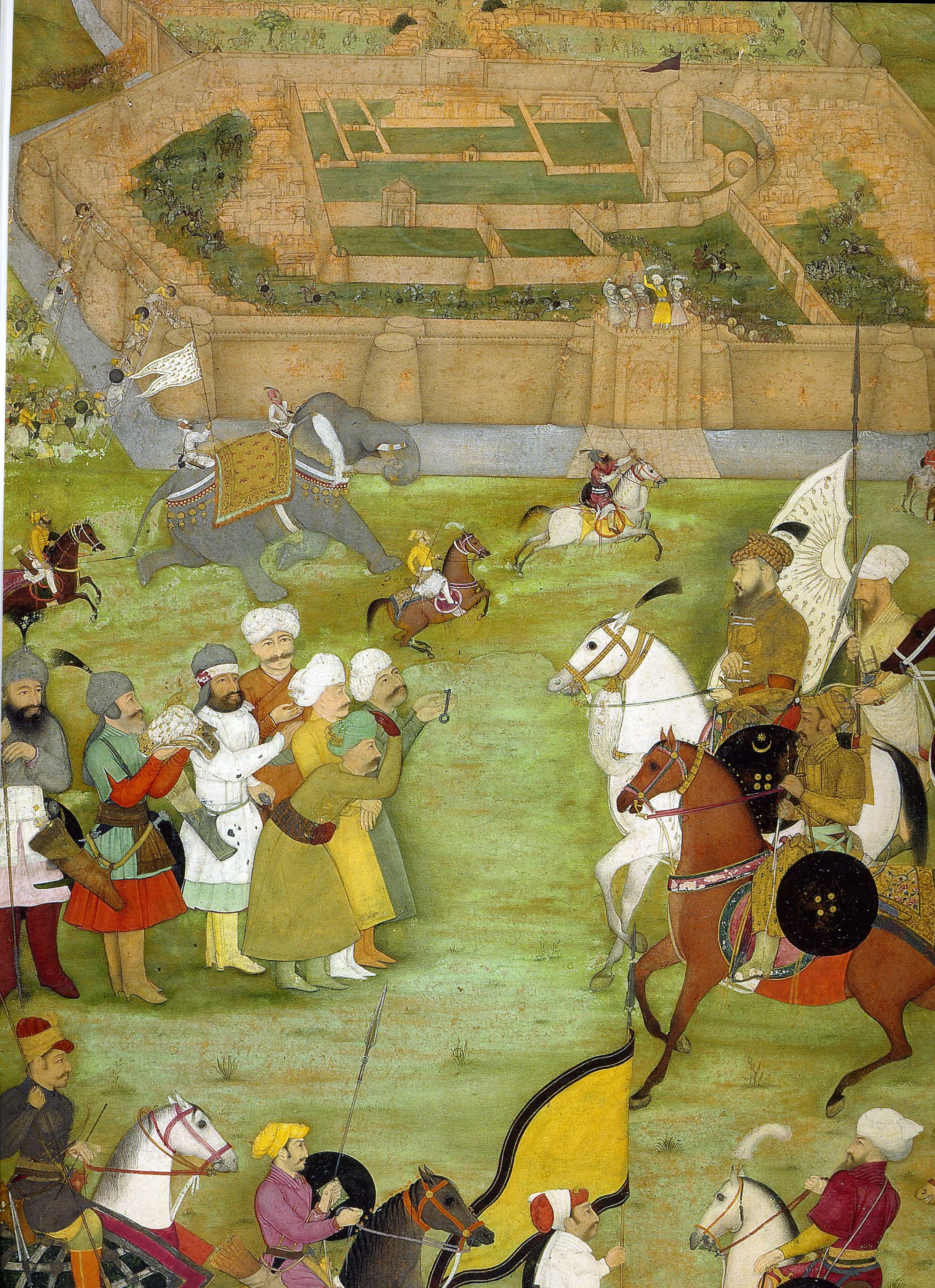
مینیاتوری گورکانی از پادشاهنامه که تسلیم پادگان ایرانی صفوی قندهار در سال ۱۶۳۸ به ارتش شاه جهان گورکانی به فرماندهی کیلیج خان را نشان می‌دهد. به پرچم سفید با طلوع خورشید توجه کنید. شاید پرچمی که نشان دهنده صلح است. همانطور که نیروهای صفوی شهر را بدون خونریزی می‌دهند.
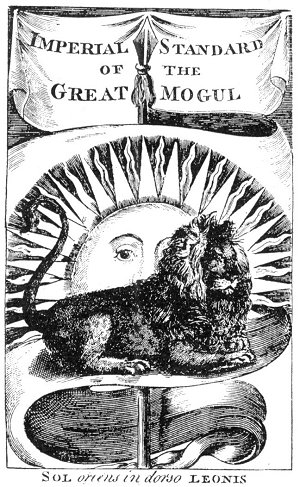
حکاکی از سفر ادوارد تری به سفر به شرق هند (۱۶۵۵) با عنوان استاندارد امپراتوری مغول بزرگ (شامل ناد علی که توسط شیر نشان داده می‌شود و خورشید معروف به آفتاب ).
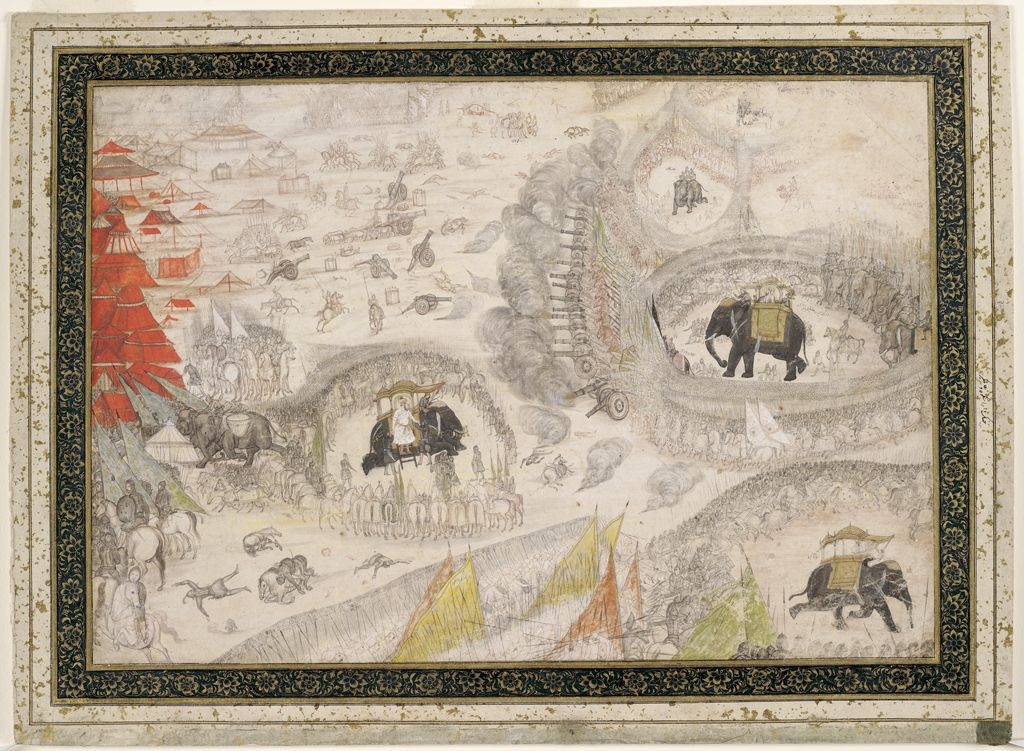
نقاشی اواسط قرن ۱۷ از نبرد ساموگره بین سه پسر شاه جهان
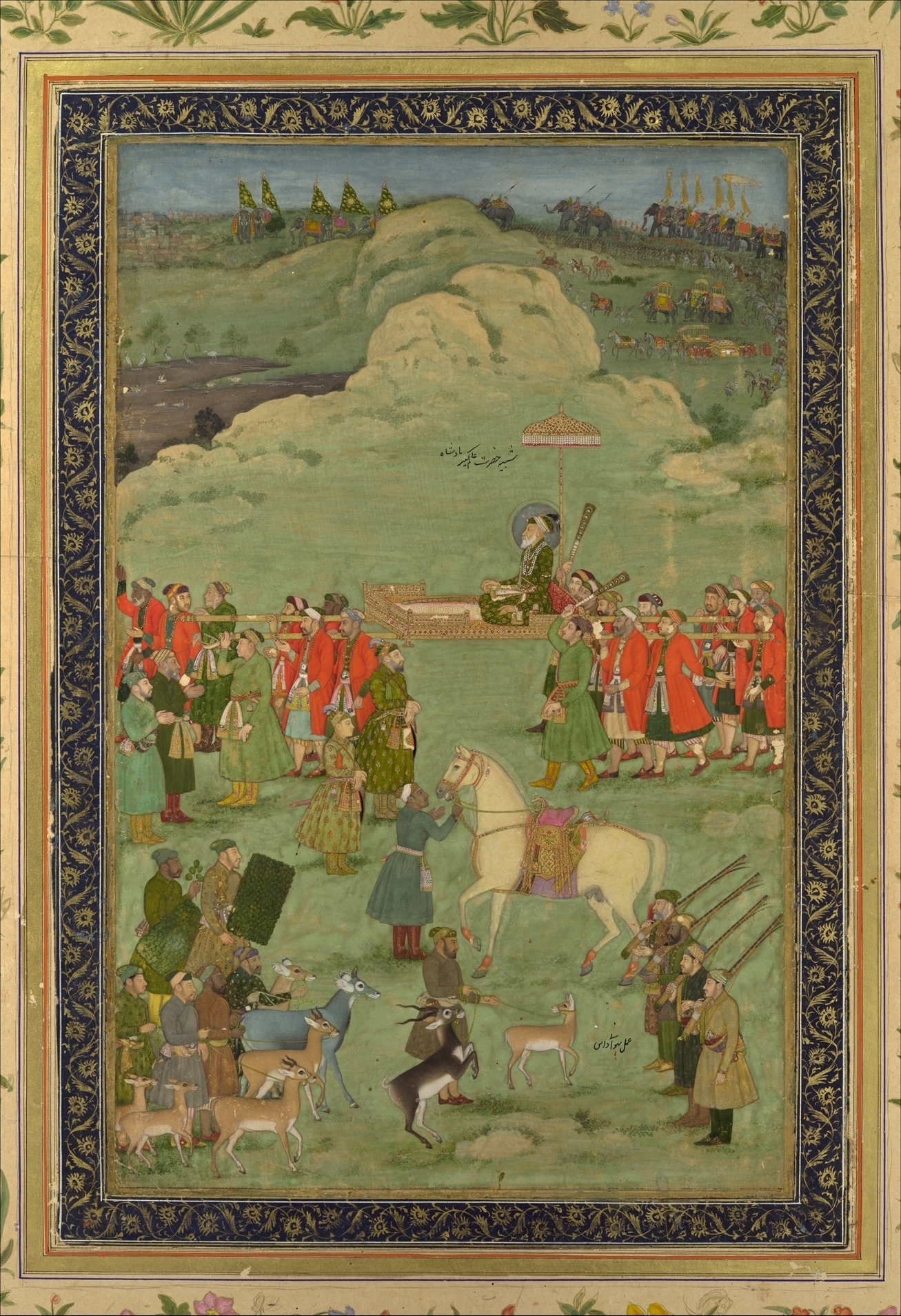
[en→fa]Aurangzeb leads his final expedition (1705), leading an army of 500,000 troops (note flags in the background).
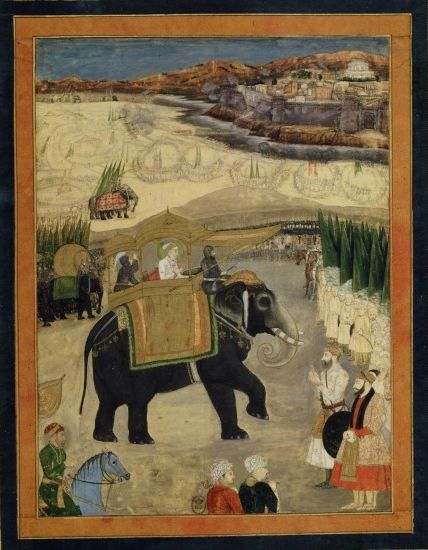
[en→fa]Aurangzeb commanding his army (note triangular green flags)
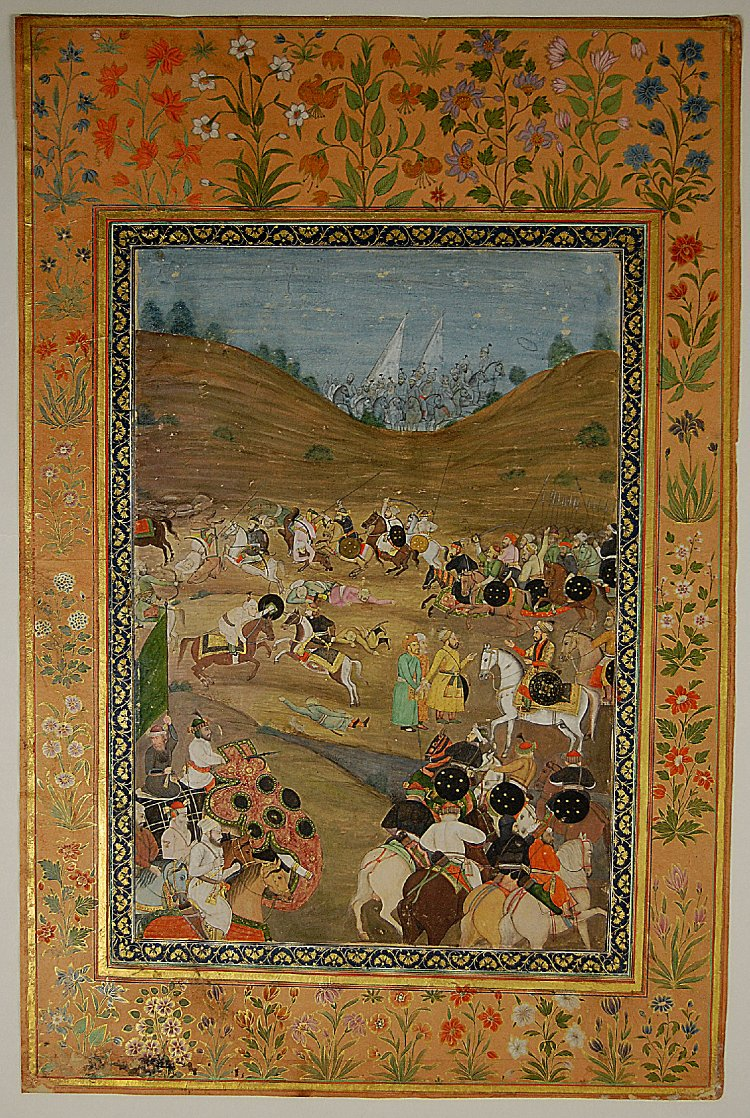
[en→fa]Alivardi Khan's forces carry the green flag of the Mughal Empire.
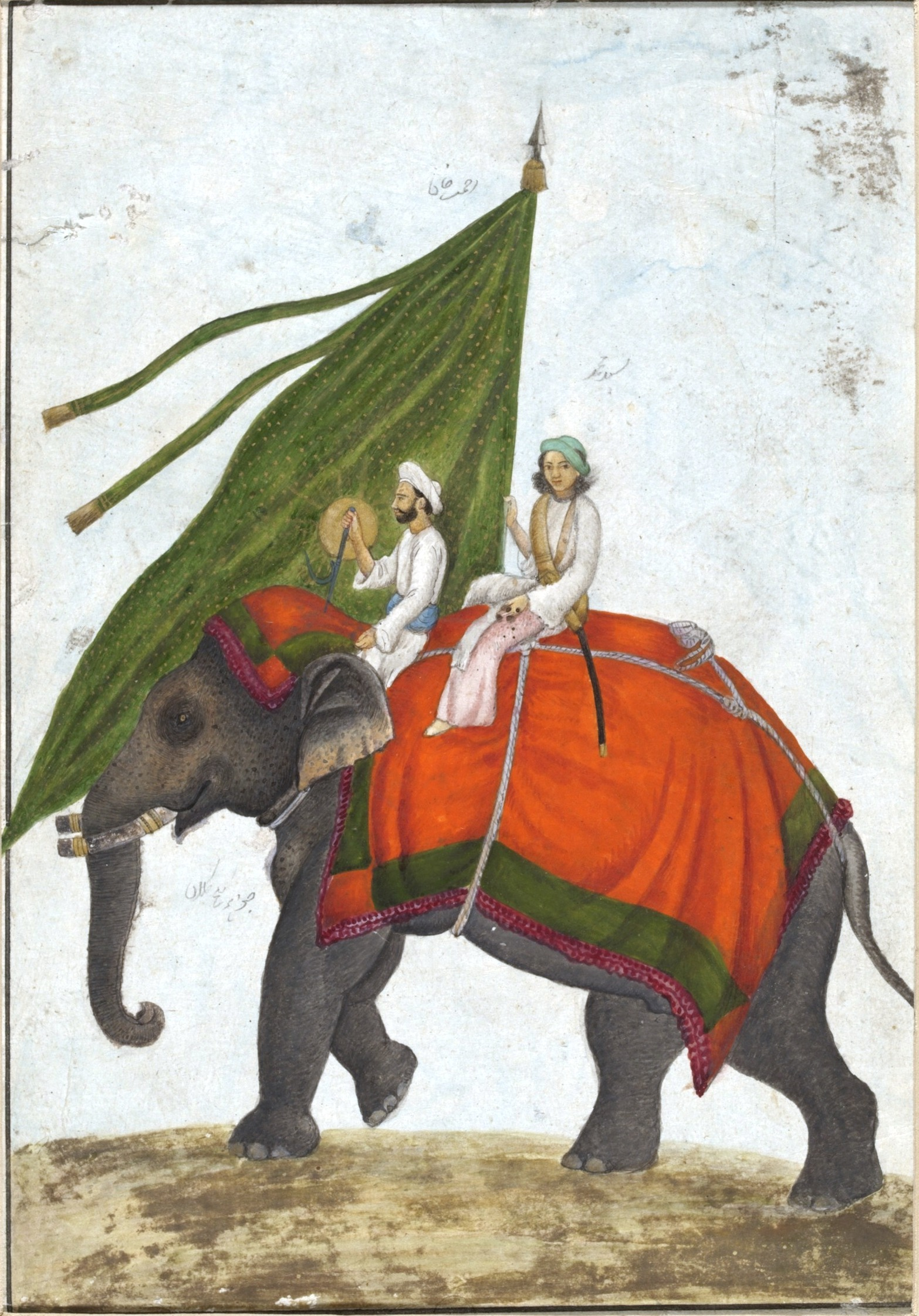
[en→fa]An elephant with a mahout and a standard-bearer carrying a green standard with a gold sun. One of a set.
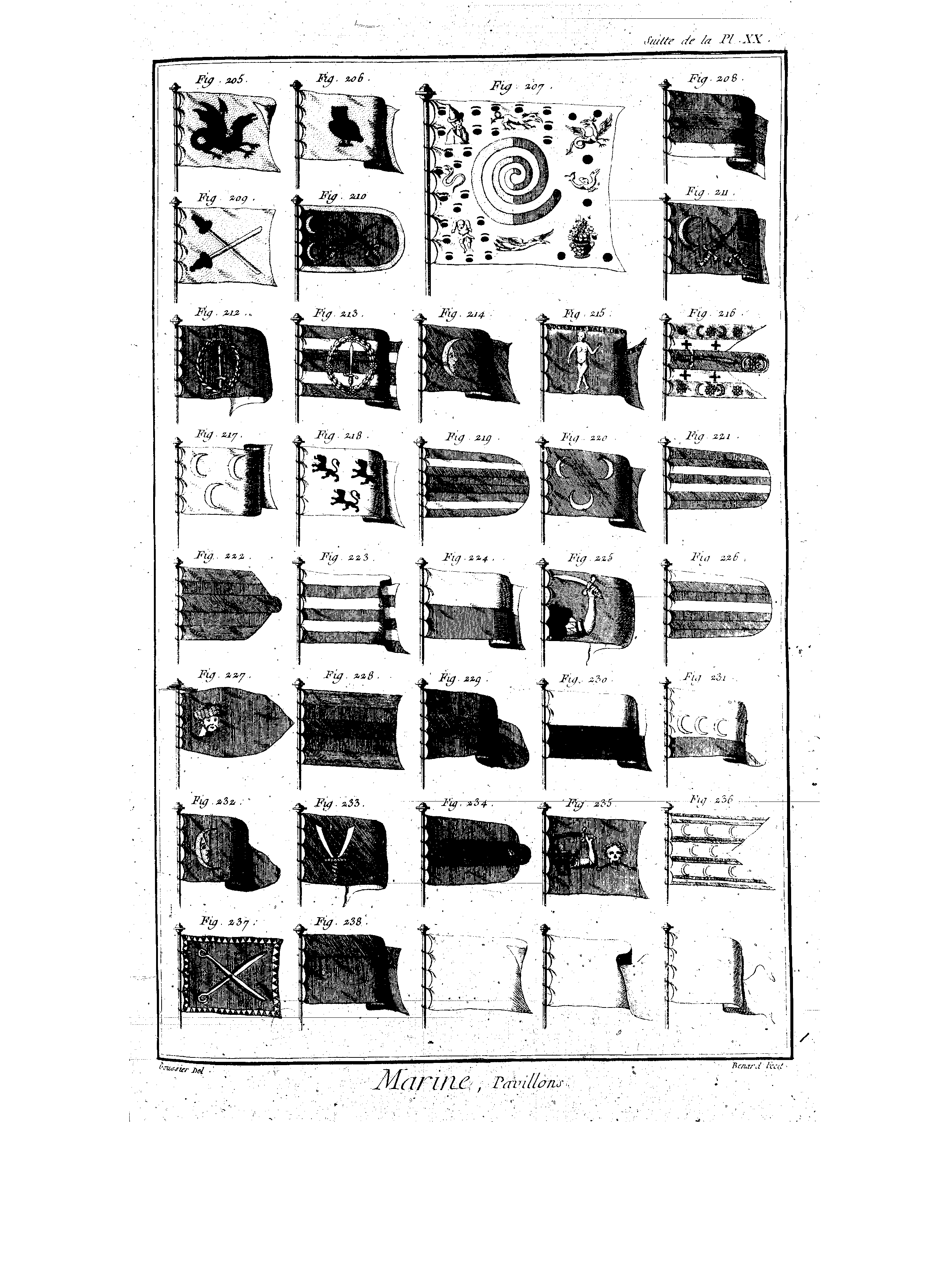
[en→fa]A catalog containing "two rectangular flags" of the Mughal Empire, flag no. 214 is that of the Great Mogul (featuring a Crescent and possibly a sun); flag no. 215 is also that of the Great Mogul (posaibly featuring the Nad-e-Ali).
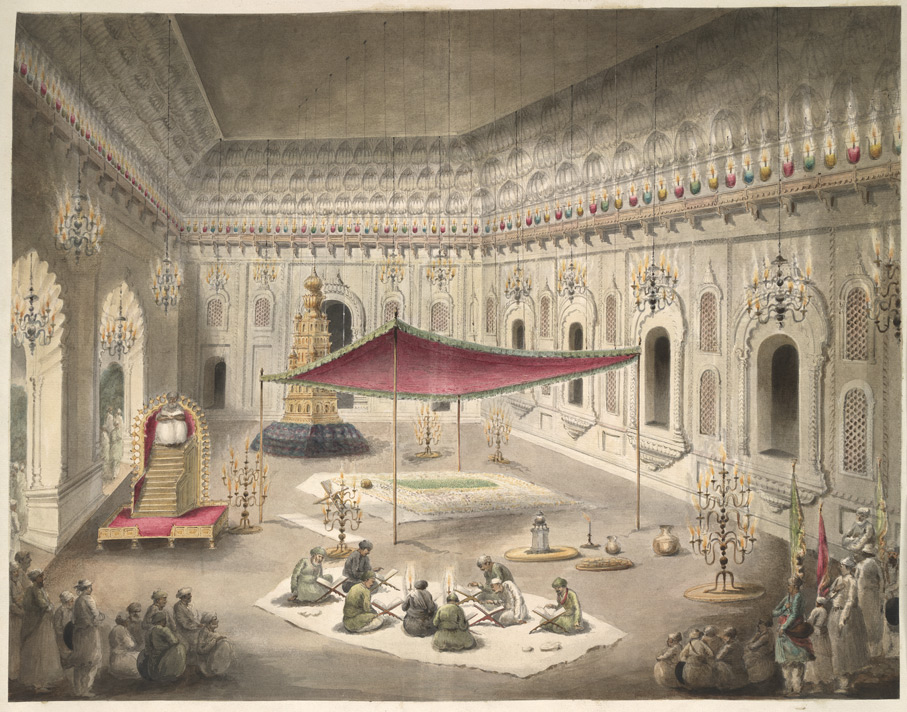
[en→fa]Funeral of Asaf-ud-Daulah in the year 1797 under a canopy inside the Bara Imambara; (note:Flag (green) of the Mughal Empire raised higher than the Awadh flag)